# دوغانیورت
دوغانیورت (به ترکی استانبولی: Doğanyurt) یک منطقهٔ مسکونی در ترکیه است که در استان قسطمونی واقع شده‌است. دوغانیورت ۲۳۵ متر بالاتر از سطح دریا واقع شده‌است.